# Augochloropsis
Augochloropsis es un género de himenópteros apócritos de la familia Halictidae.

## Especies
Tiene descrita 148 especies según BioLib:

## Especies seleccionadas
- Augochloropsis acidalia (Smith, 1879)
- Augochloropsis acis (Smith, 1879)
- Augochloropsis aglaia (Holmberg, 1903)
- Augochloropsis anesidora (Doering, 1875)
- Augochloropsis angularis (Vachal, 1903)
- Augochloropsis anisitsi (Schrottky, 1908)
- Augochloropsis anonyma (Cockerell, 1922)